# Campeonato Paraense de Futebol de 1928
O Campeonato Paraense de Futebol de 1928 foi a 18.ª edição da principal divisão do futebol do Pará. Organizada pela Federação Paraense de Desportos, a competição contou com a participação de quatro clubes, todos sediados na capital Belém. O Paysandu sagrou-se campeão, conquistando seu 6º título estadual, enquanto o União Sportiva ficou com o vice-campeonato.

## Participantes
| Equipe         | Cidade | Títulos (mais recente) | Part. |
| -------------- | ------ | ---------------------- | ----- |
| Brazil Sport   | Belém  | 0 (não possui)         | 15    |
| Paysandu       | Belém  | 5 (1927)               | 14    |
| Remo           | Belém  | 10 (1926)              | 16    |
| União Sportiva | Belém  | 2 (1910)               | 18    |

## Tabela
| 15 de julho de 1928 | Paysandu | 1 - 2 | União Sportiva |  |
|                     |          |       |                |  |

| 29 de julho de 1928 | Paysandu | 5 - 0 | Brazil Sport |  |
|                     |          |       |              |  |

| 15 de agosto de 1928 | Paysandu | 2 - 3 | Remo |  |
|                      |          |       |      |  |

| 9 de setembro de 1928 | Paysandu | 3 - 1 | União Sportiva |  |
|                       |          |       |                |  |

| 21 de outubro de 1928 | Paysandu | 4 - 2 | Remo |  |
|                       |          |       |      |  |

### Triangular Final
| 6 de janeiro de 1929 | Paysandu | 5 - 0 | Remo |  |
|                      |          |       |      |  |

| 13 de janeiro de 1929 | Paysandu | 4 - 1 | União Sportiva |  |
|                       |          |       |                |  |

| 20 de janeiro de 1929 | União Sportiva | 2 - 1 | Remo |  |
|                       |                |       |      |  |

## Premiação
| Campeonato Paraense de 1928    |
| Belém                          |
| ------------------------------ |
| Paysandu Bicampeão (6º título) |